# Fritz Wörtge
Fritz Wörtge (* 2. März 1902 in  Ueberau; † 8. Juni 1949 in Griesheim) war ein deutscher kommunistischer Gewerkschafter und Widerstandskämpfer gegen das NS-Regime.

## Leben
Nach der Volksschule erlernte Wörtge das Dreherhandwerk. Er organisierte sich im Deutschen Metallarbeiter-Verband (DMV), für den er bereits in jungen Jahren mehrere Funktionen übernahm. 1920 trat er der KPD bei. Ob er vorher der USPD angehörte, lässt sich historisch nicht mehr klären. Wörtge wurde Funktionär des KPD-Kreisvorstandes Darmstadt und Mitglied der KPD-Unterbezirksleitung Süd in Hessen. Auch der Roten Hilfe Deutschlands (RHD) gehörte Wörtge an. Ab Ende der 1920er-Jahre war Wörtge Funktionär der Revolutionären Gewerkschafts-Opposition (RGO). Am Ende der Weimarer Zeit war er unter den Bedingungen der Weltwirtschaftskrise aus politischen Gründen von Erwerbslosigkeit betroffen. In der RGO engagierte sich Wörtge insbesondere für die Organisierung von Erwerbslosen.
Im März 1933 kandidierte Wörtge, der in Ueberau ansässig war, für die hessische KPD zu den Reichstagswahlen. Allerdings waren am 30. Januar 1933 die Nationalsozialisten an die Macht gekommen (→ Machtergreifung), und der kommunistische Gewerkschafter wurde unter den bereits von den Nationalsozialisten  beeinträchtigten Wahlen nicht gewählt – aber stattdessen verfolgt. So war er ab Februar 1933 nachweislich von Überwachungsmaßnahmen, Hausdurchsuchungen und mehrfachen Festnahmen betroffen. 
Im April 1933 nahm die Polizei Wörtge in „Schutzhaft“. Der kommunistische Gewerkschafter wurde in das Konzentrationslager Osthofen bei Worms verschleppt, wo er bis zum 1. Mai 1933 weggesperrt war und eingeschüchtert werden sollte. Im Anschluss stand er unter Polizeiüberwachung. Trotz zahlreicher Repressalien und Überwachungsmaßnahmen gegen ihn und seine Ehefrau engagierte sich Wörtge im kommunistischen Widerstand. Er verteilte illegale Druckschriften und bemühte sich darum, eine kleinere Gruppe von Kommunisten zusammenzuhalten. Ab 1936 gehörte er zur Widerstandsgruppe um den ehemaligen Darmstädter kommunistischen Funktionär Georg Fröba. Nachweisbar sind ab 1936 eine Reihe illegaler kommunistischer Aktivitäten gegen das NS-Regime von Wörtge in Ueberau, Darmstadt und Umgebung. Die NS-Verfolger ermittelten mehrmals gegen Wörtge wegen des „Verdachts der Vorbereitung zum Hochverrat“. Er war mehrfach Verhören ausgesetzt, allerdings konnte er einer Anklage und erneuten Haftzeit entgehen.
Nach Kriegsende war Wörtge zunächst weiterhin in Ueberau ansässig und 1945 Vorsitzender der neugegründeten KPD im Landkreis Darmstadt. Ab Juli 1946 war er in Offenbach am Main Vorsitzender der lokalen KPD. Zudem war er Funktionär im KPD-Landesvorstand Hessen. Später lebte Wörtge erneut in Ueberau, wo auch eine Reihe Verwandte und Freunde von ihm wohnten. Zeitweise arbeitete Wörtge in Darmstadt und vertrieb dort Öfen und Herde. 
Wörtge verstarb bei einem Verkehrsunfall am 8. Juni 1949. Sein Motorrad kollidierte mit einem US-amerikanischen Militärfahrzeug in Griesheim bei Darmstadt.

## Ehrungen
In Reinheim-Ueberau befindet sich ein Gedenkstein für Fritz Wörtge (Straßenecke Alter Weg/Obere Straße).